# Tomb Raider: Underworld
Tomb Raider: Underworld är titeln på ett spel i spelserien Tomb Raider som släpptes under år 2008. Detta är det tredje spelet i serien som är utvecklat av Crystal Dynamics.